# 노보시비르스크주

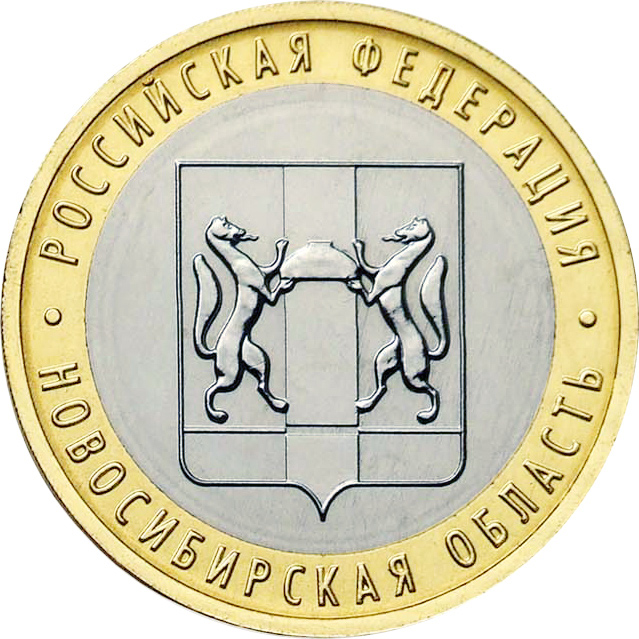
기념주화 러시아은행의 이면 (2007년)

노보시비르스크주(러시아어: Новосиби́рская о́бласть 노보시비르스카야 오블라스티[*])는 러시아의 연방주체인 시베리아 남서부에 위치한 주이다. 그것의 행정과 경제중심은 노보시비르스크의 도시이다. 2021 인구 조사 기준으로 노보시비르스크주의 인구는 2,797,176명이다.

## 지리
노보시비르스크주는 서시베리아 평원에 위치해 있다. 남쪽은 알타이 변경주에, 남서쪽은 카자흐스탄에, 서쪽은 옴스크주, 북쪽은 톰스크주, 동쪽은 케메로보주에 접해 있다. 면적은 178,200 평방 킬로미터다(시베리아 연방관구의 3,5 %, 러시아 면적의 1,0%를 차지함).

## 기후
대륙성 기후를 띠는 곳으로 1월에는 −24,0 °C, 7월에는 +22,0 °C이다.

### 시간대
크라스노야르스크 시간 (KRAT)에 위치해 있다. UTC와의 시차는 +0700 (OMST)이다.

## 역사
노보시비르스크주는 1937년 9월 28일에, 서시베리아 변경주에서 알타이 변경주와 노보시비르스크주가 분리되면서 생겨났다.

## 주민

### 민족에 따른 주민 분류
다음 자료는 2010년 전러시아 인구조사에 따른 것이다. (단위: 명)
- 러시아인 — 2 365 845
- 독일인 — 30 924
- 타타르인 — 24 158
- 우크라이나인 — 22 098
- 우즈베크인 — 12 655
- 카자흐인 — 10 705
- 타지크인 — 10 054
- 아르메니아인 — 9508
- 아제르바이잔인 — 8008
- 키르기스인 — 6506
- 벨라루스인 — 5382

해당 설문조사는 2,541,052명을 대상으로 했으며, 그 중 124,859명은 부재중이거나 응답하지 않았다.
| 연도                | 인구      | ±%    |
| ------------------- | --------- | ----- |
| 1959                | 2,298,481 | —     |
| 1970                | 2,505,249 | +9.0% |
| 1979                | 2,618,024 | +4.5% |
| 1989                | 2,782,005 | +6.3% |
| 2002                | 2,692,251 | −3.2% |
| 2010                | 2,665,911 | −1.0% |
| 2021                | 2,797,176 | +4.9% |
| Source: Census data |           |       |

인구: 2,797,176 (2021년 인구 조사); 2,665,911 (2010년 인구 조사); 2,692,251 (2002년 인구 조사); 2,782,005 (1989년 인구 조사).

## 행정 구역
4개의 주 관할시(노보시비르스크, 베르츠크, 이스키찜, 오비)와 1개의 도회지형 마을은 도시권의 지위로서 지방자치조직들을 포함하고 있으며, 노보시비르스크주 내에는 총 30개의 군이 지방자치군의 지위로서 지방자치조직을 포함한다. 총 14개의 도시가 존재한다.

### 도시권
도시권은 총 5개이다.
1. 노보시비르스크
2. 베르츠크
3. 이스키침
4. 콜초보 (노동자 마을)
5. 오비

### 군
군은 곧 지방자치군을 일컫는 말이다. 총 30개의 군이 존재한다.
1. 바간스키 군 (Баганский)
2. 바라빈스키 군 (Барабинский)
3. 볼로트닌스키 군 (Болотнинский)
4. 차놉스키 군 (Чановский)
5. 체레파놉스키 군 (Черепановский)
6. 치스토오조르니 군 (Чистоозёрный)
7. 출림스키 군 (Чулымский)
8. 도볼렌스키 군 (Доволенский)
9. 이스키팀스키 군 (Искитимский)
10. 카라숙스키 군 (Карасукский)
11. 카르가츠키 군 (Каргатский)
12. 코체넵스키 군 (Коченевский)
13. 코치콥스키 군 (Кочковский)
14. 콜리반스키 군 (Колыванский)
15. 크라스노제르스키 군 (Краснозерский)
16. 쿠핀스키 군 (Купинский)
17. 쿠이비솁스키 군 (Куйбышевский)
18. 키시톱스키 군 (Кыштовский)
19. 마슬랴닌스키 군 (Маслянинский)
20. 모시콥스키 군 (Мошковский)
21. 노보시비르스키 군 (Новосибирский)
22. 오르딘스키 군 (Ордынский)
23. 세베르니 군 (Северный)
24. 수준스키 군 (Сузунский)
25. 타타르스키 군 (Татарский)
26. 토구친스키 군 (Тогучинский)
27. 우빈스키 군 (Убинский)
28. 우스티타르크스키 군 (Усть-Таркский)
29. 벤게롭스키 군 (Венгеровский)
30. 즈드빈스키 군 (Здвинский)

## 문화

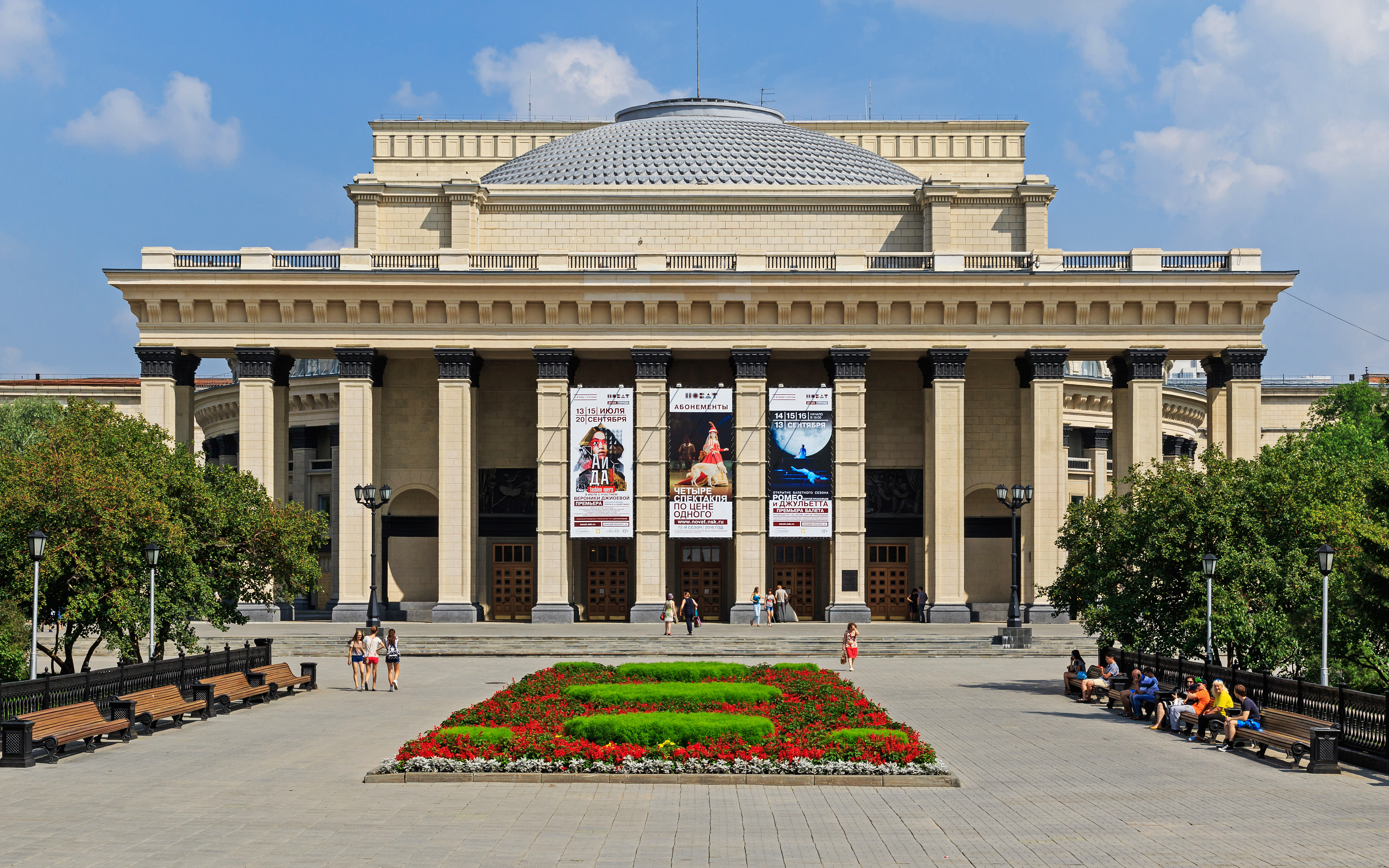
노보시비르스크 오페라 발레 극장

노보시비르스크에는 여러 유형의 극장이 있는데, 그 가운데 지역의 대표 극장인 노보시비르스크 오페라 발레 극장(러시아어: Новосибирский театр оперы и балета)은 노보시비르스크의 상징과도 같다.

## 같이 보기
- 러시아의 연방주체
- 러시아의 연방관구